# 李圣哲
李圣哲（1999年10月15日—）為中华人民共和国籃球運動員，場上位置為大前锋和中鋒。
李圣哲出生於中华人民共和国上海，2015年赴西班牙就讀加那利籃球學院，2017年轉往美國就讀圣玛格丽塔天主教高中。2018年10月李圣哲承諾就讀楊百翰大學，於11月與楊百翰大學完成簽署全國意向書。2019年4月隨著楊百翰大學總教練更換為馬克·波普，李圣哲向楊百翰大學請求取消全國意向書獲准。2019年5月李圣哲承諾就讀俄勒岡州立大學。
2021年7月李圣哲在CBA选秀首輪第16順位獲得山东王者青睞，但因體重導致體檢不合格無緣加盟。2023年9月李圣哲代表P. LEAGUE+新竹街口攻城獅參加廈門職業籃球邀請賽。2023年11月B2聯賽福島火絆宣布與李圣哲簽下2023-24賽季合約。2024年4月福島火絆宣布與李圣哲的合約於2024年6月底到期。

## 外部連結
- 李圣哲在fiba.basketball（英语）
- 李圣哲在歐洲籃球聯賽（英语）
- 李圣哲在B聯賽（日语）
- 李圣哲在Eurobasket.com（球員）（英语）
- 李圣哲在Proballers（英语）
- 李圣哲在RealGM（英语）